# Новодеревенський
Новодереве́нський (рос. Новодеревенский) — селище у складі Талицького міського округу Свердловської області.
Населення — 2 особи (2010, 0 у 2002).